# Польський Прометей (картина)
Польський Прометей (картина) або Алегорія придушення польського визвольного повстання 1831 року (фр. Le Prométhée polonais; фр. Le Prométhée polonais ou Allégorie de la Pologne vaincue) — алегорична картина, котру створив французький художник Орас Верне в пам'ять поразки національно-визвольного повстання в Польщі 1831 року.

## Передісторія
Французький художник Орас Верне дивно поєднував доволі широкі і прогресивні погляди із залжністю художника від впливових і багатих замовників. Так, під час відновлення монархії у Франції після усунення від влади Наполеона Бонапарта він виконував замови герцога Орлеанського, котрий пізніше стане французьким королем Луї-Філіпом. Для впливового мецената Орас Верне виконав серію батальних картин. Він починав з академічного живопису, але доволі швидко розчарувався в ньому і перейшов на позиції романтизму. Свідком цих змін були картини з легендарними чи літературними сюжетами (леганда про покарання Мазепи через залицяння до шляхетної, але одруженої жінки). Вже в цей період Верне дивував швидкістю роботи над створенням картин.
Широту поглядів митця демонструвала і картина «Польський Прометей». В алегоричній формі Орас Верне відтворив придушення польського національно-визвольного повстання проти Російської імперії. Вважають, що Орас Верне був прихильником ідеї польської незалежності від Російської імперії.
Більша частина польських земель відійшла до Російської імперії після третього розподілу польських земель. Намісником у новому краї був призначений брат Миколи І великий князь Константин. Останній вів приховау гру на відокремлення Польщі і створення Польського королівства під власною орудою. Допоки — він керував як наміник при Польській конституції від 1815 року (тоді як в Росії конституції не було взагалі). Миколу І дратувала польська конституція і навіть несуттєві ознаки польської незалежності. Російський цар політично тиснув на Польщу, що спровокувало польське суспільство на повстання 1830 року. В Польщі оголосили про незалежність від Російської імперії, було створено Тимчасовий уряд на чолі з Адамом Чарторийським. Головою Патріотичного товариства став Юхим Лелевель, котрий закликав до негайної війни з Російською імперією, хоча армія і польське суспільсто ще не були готовими до такої війни.
Царат негайно мобілізував власну армію, а цар Микола І скористався нагоди і скасував польську автономію, скасував там вищі навчальні заклади і місцеве самоврядування. Армія росіян, керована Іваном Дибичем-Забалканським, хутко перемогла польських повстанців вже до 21 жовтня 1831 року. З Польщі почалася чергова вимушена еміграція, відомо, що її тоді покинули близько одинадцяти тисяч (11000) осіб.
Валка польських емігрантів осіла переважно у Франції, в Парижі. Ідеї визвольної боротьби не згасли і були відроджені пізніше, що відбилось у новому повстанні 1863 року. Водночас виникла ідея необхідності принести жертви, ідея польського мессіанства таким чином була виплекана в Парижі.

## Опис твору
Імперський орел з російськогь герба повалив на землю польського вояка і почав його дзобати. Перемога далася через долання польського спротиву. Польський вояк упав лише після важкого поранення та понівеченої зброї, уламок котрої він ще утримує в руці. Він важко поранений і стікає кров'ю.
Каральна постать Російського орла поділяє тло картини на дві окремі частини. Ліворуч — полум'я до неба, принесене на землі Польщі загарбниками з Російської імперії.
Тлумачення правої частини різне. Це сцена мирної країни, що волала самовизначення, а не рабства. Але її чисте небо застілає чергова хмара, готова понівечити край, як то вже є в лівій частині картини.

## Побутування картини
1950 року в Польську бібліотеку в Парижі передали невелику за розмірами картину пензля Ораса Верне з алегоричним зображенням. Дарувальницею була міссіз Луїза Сен-Моріс. Побутуваня картини до цього року встановити важко. Через маловідомість твору його важко знайти в каталогах оригінальних творів Ораса Верне.